# Christian Theoharous
Christian Theoharous (Melbourne, 6 dicembre 1999) è un calciatore australiano di origini cipriote, attaccante del C.C. Mariners.

## Carriera

### Club

#### Melbourne Victory
Il 27 febbraio 2017 Theoharous firma con la prima squadra del Melbourne Victory, dopo aver fatto parte del settore giovanile per tre anni.
Debutta come sostituto di Daniel Georgievski, in una sconfitta per 1-0 contro il Brisbane Roar. Il 18 marzo 2018 segna la sua prima rete nella vittoria contro la Central Coast Mariners.
Debutta nelle competizioni continentali nel 2018, disputando sei incontri della AFC Champions League.

#### Borussia Mönchengladbach
Il 18 maggio 2018 viene annunciato il suo passaggio ufficiale al Borussia M'gladbach. Viene inserito nella seconda squadra del club tedesco.

### Nazionale
Nel 2017 ha giocato 2 partite e segnato una rete con la maglia della nazionale australiana Under-20.

## Palmarès

### Club

#### Competizioni nazionali
- Campionato australiano: 4

Melbourne Victory: 2017-2018
Western Utd: 2021-2022
Central Coast Mariners: 2022-2023, 2023-2024
- Premier's Plate: 1

Central Coast Mariners: 2023-2024

#### Competizioni internazionali
- Coppa dell'AFC: 1

Central Coast Mariners: 2023-2024